# Australoodera narendrani
Australoodera narendrani är en stekelart som beskrevs av Gibson 2004. Australoodera narendrani ingår i släktet Australoodera och familjen hoppglanssteklar.
Artens utbredningsområde är Costa Rica. Inga underarter finns listade.